# 쯔엉딘
쯔엉딘(베트남어: Trương Định / 張定, 1820년~1864년 8월 19일)은 뜨득 황제의 통치기의 베트남 응우옌 왕조의 관리였다. 그는 황제를 무시하고 프랑스의 침략에 맞서 베트남 남부에서 의병 활동을 이끈 것으로 가장 잘 알려져 있다. 그는 베트남 영토를 프랑스에 양도한 1862년 〈사이공 조약〉을 인정하지 않았다.
딘은 아버지가 지방관으로 자딘으로 전근을 가자 남쪽으로 이주했다. 딘은 백성들의 정착과 경제 발전을 지켜보면서, 군정지를 이끌며 자랐다. 그는 백성을 돌보는 유능한 지도자, 토지 개발자로 명성을 얻었다. 1859년 프랑스가 베트남 남부를 침공하자, 딘은 베트남군을 충원하기 위해 의병을 조직했다. 관군 부대가 전장에서 패전을 겪으면서 잔당들은 딘의 파르티잔에 가담하였고, 1861년까지 그의 휘하에 약 6,000명이 들어왔다. 딘은 자신만의 저항기지를 구축하고 프랑스에 대한 게릴라 공격을 조직했다. 그의 성공으로 뜨득 황제는 남부 의병에 대한 딘의 지휘권을 인정하고, 관군 지휘관들에게 그들의 계획을 그와 조율하도록 명령을 내렸다. 딘의 군대는 재빨리 프랑스인의 존경을 받았다. 이들은 쌀 수송 외에 프랑스 관료조직과 군직을 교란하는 데 주력했다. 가장 주목할 만한 공격은 1861년 12월 레스페랑스(L'Espérance)의 침몰이었다.
군사적 차질이 가중되는 가운데 베트남은 1862년 6월 사이공 조약을 체결하여 프랑스의 코친차이나의 식민지로 귀속된 남부 3개 성을 잃었다. 뜨득 황제는 이 조약을 준수함으로써 베트남이 결국 그 영토의 향후 반환을 협상할 수 있기를 바랐다. 그는 의병들에게 해산 명령을 내렸지만, 딘은 조국을 지키기 위해 싸우며 조약을 인정하지 않고 군주를 거역했다. 황제의 지원이 끊기면서 딘의 세력은 프랑스군의 우월한 자원에 맞서 싸우기 시작했다. 그의 부하들은 차츰 쇠약해졌고, 매복에 걸린 딘은 붙잡히지 않으려고 자살했다.
베트남과 프랑스 역사학자들은 이 조약을 무시한 딘의 선택에 대해 격렬한 논쟁을 벌여왔다. 딘의 반란의 영향으로 프랑스 관리들은 뜨득 황제가 비밀리에 그를 지원하고 있다고 주장하게 되었고, 이에 따라 1867년 프랑스인들이 세 지방을 더 점령했던 근거가 된 이 조약을 위반하게 되었다. 베트남의 기록들은 뜨득 황제가 딘에게 조약을 준수하라는 압력을 가했다고 주장하며 프랑스 학자들의 주장에 이의를 제기한다. 딘이 황제를 거역한 것은 그의 행동이 군주의 권위에 대한 거부에서 비롯된 것인지, 아니면 뜨득 황제를 돕기위한 시도로 불복종한 것인지에 대해서는 사학자들이 논쟁을 낳았다. 딘의 모든 정치적 신념은 베트남인들 사이에서 널리 존경을 받고 있었다. 베트남 전쟁 동안 공산주의 역사학자들은 베트콩을 딘의 현대적 후계자로 선전하기 위해 노력했다.